# Littorinidae
Littorinidae es una familia de más de 200 especies de caracoles de mar, moluscos gasterópodos marinos pertenecientes al clado Littorinimorpha, comúnmente conocidos como bígaros, y que se encuentran distribuidos por todo el mundo.

## Taxonomía
Se han reconocido las siguientes subfamilias en la taxonomía de Bouchet & Rocroi (2005):
- Subfamilia Littorininae (Children, 1834)
- Subfamilia Lacuninae (Gray, 1857)
- Subfamilia Laevilitorininae (Reid, 1989)

## Géneros
Dentro de la familia Littorinidae se incluyen los siguientes géneros: [3]
Littorininae
- Afrolittorina Williams, Reid & Littlewood, 2003
- Austrolittorina Rosewater, 1970
- Cenchritis von Martens, 1900
- Echinolittorina Habe, 1956 - sinónimos: Amerolittorina Reid, 2009;[2] Fossarilittorina Rosewater, 1981; Granulilittorina Habe & Kosuge, 1966; Lineolittorina Reid, 2009[2]
- Littoraria Griffith & Pidgeon, 1834 - 39 especies
- Littorina Férussac, 1822 - 18 especies - género tipo
- Mainwaringia Nevill, 1885[3]
- Melarhaphe Menke, 1828
- Nodilittorina von Martens, 1897 - este género en 2003 fue dividido en:
  - Echinolittorina - 59 especies cosmopolitas
  - Austrolittorina - 5 especies
  - Afrolittorina - 4 especies
  - Nodilittorina s.s. - género monotipo[4]
- Peasiella - Nevill, 1885
- Tectarius Valenciennes, 1833 - 11 especies, sus sinónimos o subgéneros incluyen: Echininus Clench & Abbott, 1942.

Lacuninae
- Bembicium Philippi, 1846
- Cremnoconchus Blanford, 1869[3][5] - freshwater snails living in waterfalls.[6]
- Lacuna Turton, 1827 - sinónimo: Aquilonaria Dall, 1886
- Pellilitorina Pfeffer in Martens & Pfeffer, 1886
- Risellopsis Kesteven, 1902

Laevilitorininae
- Laevilacunaria Powell, 1951
- Laevilitorina Pfeiffer, 1886

subfamilia ?
- Algamorda Dall, 1918
- Macquariella Finlay, 1927 (?)
- Rissolitorina Ponder, 1966

sinónimo de
- Corneolitorina Powell, 1951: sinónimo de Laevilitorina (Laevilitorina) Pfeffer en Martens & Pfeffer, 1886 representado como Laevilitorina Pfeffer, 1886
- Haloconcha Dall, 1886: es un sinónimo de Lacunaria Dall, 1885
- Macquariella Finlay, 1926: sinónimo de Laevilitorina Pfeffer, 1886
- Rissolittorina Ponder, 1966: sinónimo de Laevilitorina Pfeffer, 1886

## Lectura adicional
David G. Reid; Suzanne T. Williams (2004). «The subfamily Littorininae in the Temperate Southern Hemisphere: the genera Nodilittorina, Austrolittorina and Afrolittorina». Record of the Australian Museum 56: 75-122. doi:10.3853/j.0067-1975.56.2004.1393.